# Michael Hutchence
Michael Kelland John Hutchence (Sydney, 1960. január 22. – Sydney, 1997. november 22.) ausztrál zenész, énekes-dalszerző és színész volt. Az INXS nevű rockegyüttes társalapítója volt, amelyben 1977-től haláláig énekelt.
Tagja volt a rövid életű Max Q nevű együttesnek is. Szóló lemezeket is készített, illetve filmekben is szerepelt.

## Élete
1960. január 22.-én született Kelland Frank Hutchence üzletember (1924-2002) és Patricia Kennedy sminkes (1926-2010) gyermekeként.
A Hutchence család Brisbane-be költözött, majd Hongkongba. Hutchence és testvére, Rhett a hongkongi Beacon Hill Schoolba jártak. Hongkongi tartózkodásuk során Hutchence ígéretes úszónak mutatkozott, de csúnyán eltörte a karját. Ezután a költészet is érdekelni kezdte; első dalát egy helyi játékbolt reklámjában adta elő. Tinédzser korában a King George V Schoolba járt.
1972-ben a család visszaköltözött Sydneybe, Hutchence ezután a Davidson High Schoolban folytatta tanulmányait. Itt ismerkedett meg Andrew Farrissszel. Hutchence és Farriss többször is zenéltek együtt a garázsban. Farriss ezt követően meggyőzte Hutchence-t, hogy csatlakozzon a Doctor Dolphin nevű együtteséhez, Kent Kerny-vel és Neil Sanders-szel együtt. Garry Gary Beers basszusgitáros és Geoff Kennelly dobos csatlakozásával kialakult a felállás.
Hutchence szülei elváltak, amikor 15 éves volt. 1976-ban anyjával és féltestvérével, Tinával élt egy kis ideig. Hutchence ezt követően visszatért Sydneybe.
1977-ben új együttes alakult The Farriss Brothers néven, amelyben Tim Farriss gitározott, Andrew volt a billentyűs, és Jon Farriss gitározott. Andrew meghívta Hutchence-t és Beers-t, míg Tim korábbi zenésztársát, Kirk Pengilly-t hívta meg.
Első koncertjüket Whale Beach-en, New South Walesben tartották.
Hutchence, Kerny, Sanders, Beers és Kennelly eleinte "The Vegetables" néven zenéltek. Tíz hónap után visszatértek Sydneybe és rögzítették pár demót. Gyakran felléptek a Midnight Oillal. 1979-ben INXS-re változtatták a nevüket. Ezen a néven tartott első fellépésük 1979. szeptember 1.-jén volt a toukley-i Oceanview Hotelban.
Az INXS összesen 10 nagylemezt adott ki.

## Magánélete
A People szerint "Hutchence verekedései és droghasználata miatt a londoni pletykalapok "a rock vademberének" nevezték. Romantikus kapcsolatban állt Kylie Minogue-gal, Belinda Carlisle-lal, Helena Christensennel és Kym Wilsonnal is.
1992 augusztusában Christensen és Hutchence Koppenhágában bicikliztek, és Hutchence nem akart kitérni egy taxi útjából. A sofőr ezután megtámadta, melynek következtében elesett és beütötte a fejét az aszfaltba. Emiatt koponyatörést szenvedett. Nem ment rögtön orvoshoz, hanem pár napot várt. A koponyatörés miatt majdnem teljesen elvesztette a szaglását, és az ízlelése is jelentősen csökkent. Ezután depresszióba esett, és az agressziója is megnőtt. Beers elmondta, hogy az 1993-as Full Moon, Dirty Hearts album rögzítése közben Hutchence előhúzott egy kést, és megfenyegette bandatársát azzal, hogy megöli. Beers elmondta, hogy hat hét alatt az együttes majdnem összes tagját megfenyegette vagy bántalmazta.
Az 1990-es években Paula Yates-szel állt kapcsolatban.
1985-ben ismerkedtek meg a The Tube című műsorban történt interjú során. Yates 1994-ben újból interjút készített Hutchence-szel a Big Breakfast című műsorában. Abban az időben Yates Bob Geldof felesége volt. Hutchence megtámadott egy fényképészt, aki követte őket. Yates és Geldof 1996-ban váltak el. 1996. július 22.-én megszületett Yates és Hutchence lánya, Heavenly Hiraani Tiger Lily Hutchence.
1996 szeptemberében letartóztatták őket kábítószer-birtoklás vádjával, de végül ejtették a vádat, mivel nem találtak bizonyítékot.
1997. november 22-én, mindössze 37 évesen öngyilkos lett.

## Diszkográfia
- Michael Hutchence (1999)
- Mystify: A Musical Journey with Michael Hutchence (2019)